# Osbourne Fleming
Osbourne Fleming (ur. 18 lutego 1940) – polityk, szef ministrów (chief minister) Anguilli od 2000 do 2010.
Stanowisko objął 6 marca 2000, trzy dni po wygranej w wyborach parlamentarnych konserwatywnej koalicji, Zjednoczony Front Anguilli (Anguilla United Front, AUF), która zdobyła 4 z 7 mandatów. W wyborach parlamentarnych w lutym 2005 AUF utrzymał władzę, zdobywając 5 z 7 miejsc w parlamencie. W 2009 Fleming zapowiedział odejście z polityki i rezygnację ze startu w kolejnych wyborach w lutym 2010. Na stanowisku lidera partii zastąpił go minister finansów Victor Banks. 16 lutego 2010, po przegranych przez AUF wyborach parlamentarnych, na stanowisku szefa ministrów zastąpił go Hubert Hughes.